# Antón Martín (metrostation)
Antón Martín is een metrostation in de Spaanse hoofdstad Madrid dat werd geopend op 26 december 1921.

## Geschiedenis
Op 17 oktober 1919 werd het eerste deel van de Madrileense metro geopend tussen Cuatro Caminos en Sol. Vervolgens werd de lijn 1 ten zuiden van Sol doorgetrokken naar het grote spoorwegstation, Station Atocha, aan de zuidrand van de binnenstad. Deze verlenging werd op 26 december 1921 geopend met twee stations tussen Sol en Atocha. Het oostelijkste van de twee tussenstations werd genoemd naar de stichter van het ziekenhuis dat tot eind 19e eeuw ter hoogte van het station stond.
Het station werd gebouwd met een perronlengte van 60 meter hetgeen begin 20e eeuw voldoende was voor het afhandelen van het destijds ingezette metromaterieel. In verband met een groeiende reizigersstroom besloot het metrobedrijf in de jaren 60 van de 20e-eeuw tot de inzet van metrostellen met zes in plaats van vier bakken. Om de langere metrostellen te kunnen afhandelen werden de perrons van de stations van de eerste lijn, op Chamberí na, verlengd tot 90 meter. Voor Antón Martín betekende dit dat er aan de oostkant van het gewelf uit 1921 een ruimer gewelf werd gebouwd waar de verlengingen van de perrons werden ondergebracht. Verder kwam aan die kant een nieuwe ondergrondse stationshal en werd de westelijke toegang verplaatst naar het midden van het pleintje tussen de Calle de Atocha en de Calle de la Magdalena.
Eind jaren 80 van de 20e-eeuw werden de wanden betegeld. In 2006 vond groot-onderhoud plaats waarbij het gewelf werd vernieuwd en de wanden werden bekleed met lichtblauwe glasvezelplaten. 

## Ligging en inrichting
Het enkelgewelfdstation ligt onder de Calle de Atocha tussen de Calle de la Magdalena aan de westkant en de Calle de San Eugenio aan de oostkant. De westelijke stationshal ligt recht boven de metrobuis en is achter de OV-poortjes met vaste trappen verbonden met de perrons. Deze hal kent twee toegangen vanaf straatniveau, een tussen beide straten bij de splitsing van de Calle de Atocha en de Calle de la Magdalena, de ander aan het zuideinde van de Calle Amor de Dios. De oostelijke stationshal ligt bij de Calle de San Eugenio en heeft toegangen met vaste trappen aan weerszijden van de Calle de Atocha.  Onder het station ligt de tussen 2004 en 2008 gebouwde tunnel van de Cercanías, die echter geen haltes heeft tussen Atocha en Sol.   

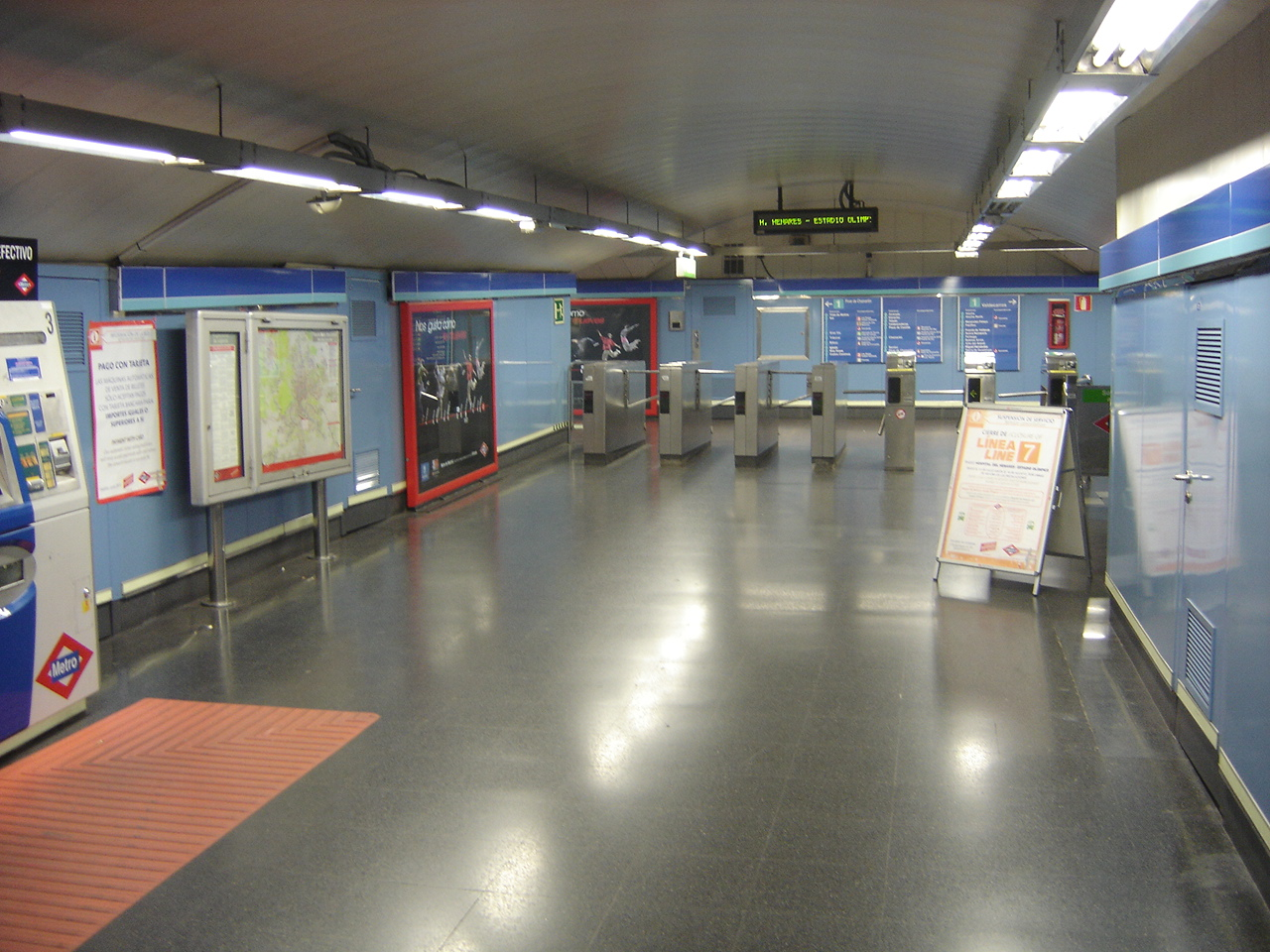
De oostelijke stationshal
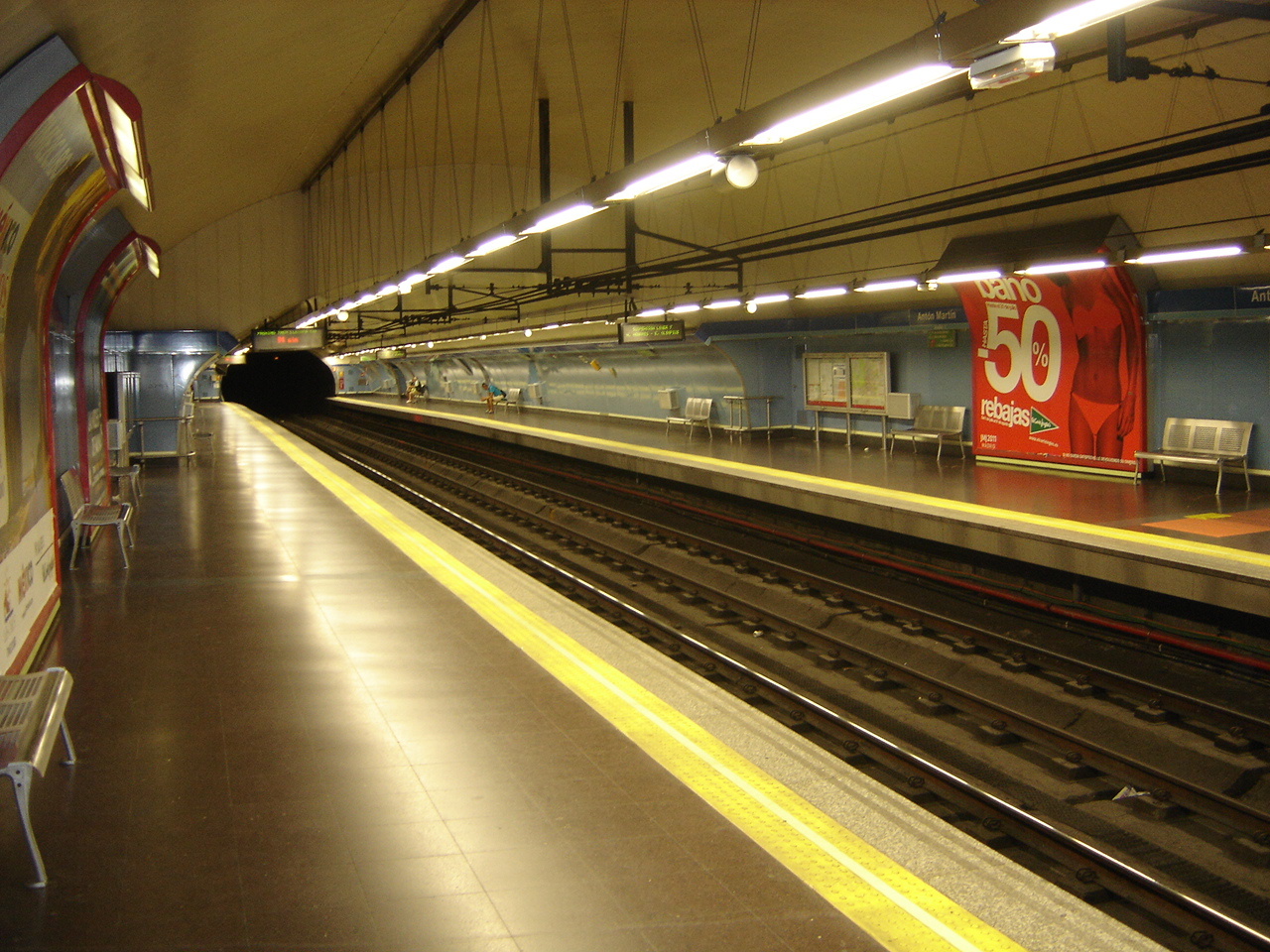
Sporen en perrons, vooraan het gewelf uit 1966, achter het kleinere oorspronkelijke gewelf uit 1921
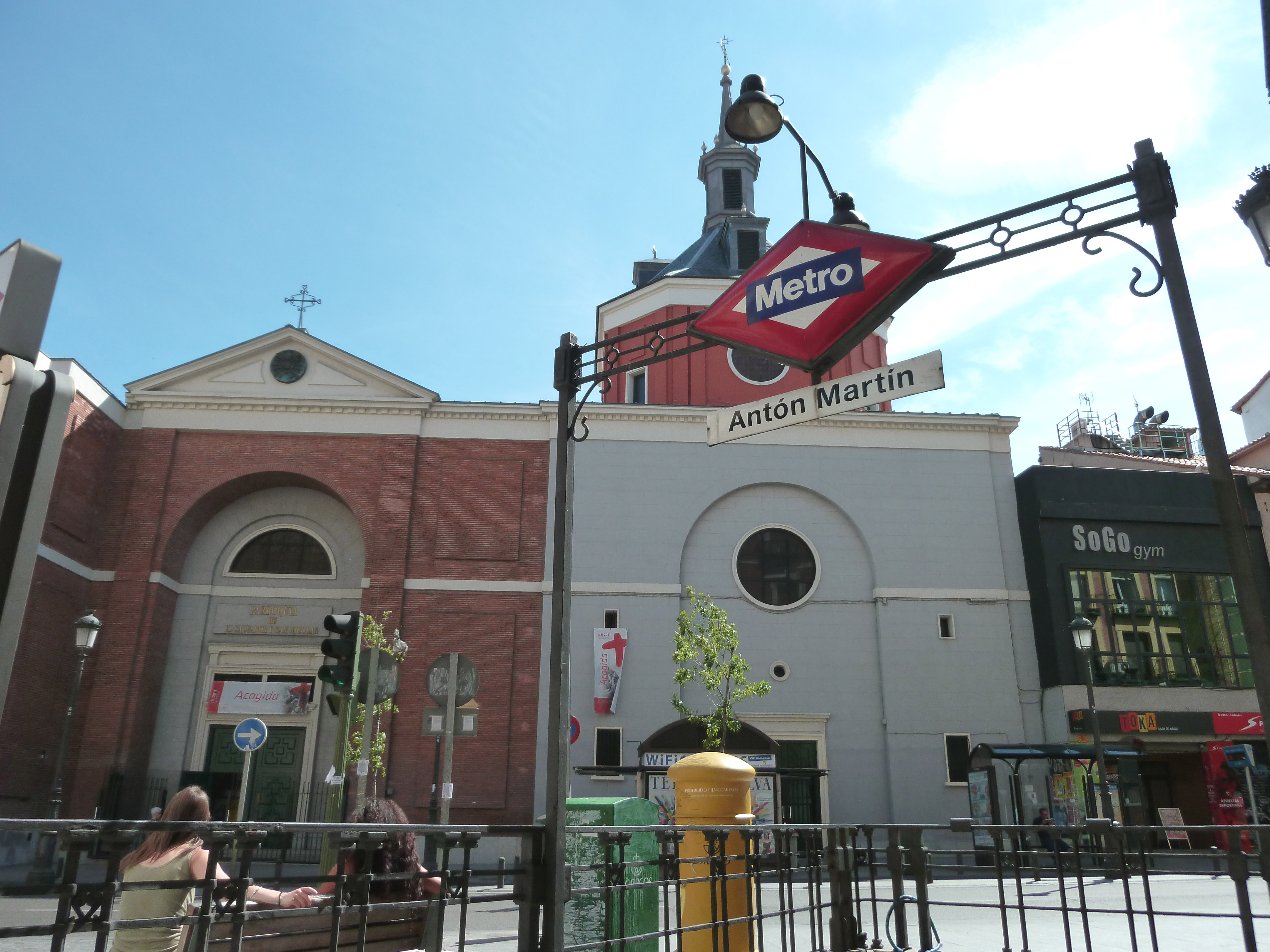
De toegang in de  Calle Amor de Dios